# Rue de la Tombe-Issoire
Rue de la Tombe-Issoire är en gata i Quartier du Parc-de-Montsouris och Quartier du Petit-Montrouge i Paris fjortonde arrondissement. Gatan är uppkallad efter platsen Tombe-Issoire. Rue de la Tombe-Issoire börjar vid Boulevard Saint-Jacques 59 och slutar vid Boulevard Jourdan 48.

## Omgivningar
- Saint-Dominique
- Saint-Pierre de Montrouge
- Square du Chanoine-Viollet
- Cité Annibal
- Jardin Henri-et-Achille-Duchêne
- Rue Maurice-Loewy
- Villa Soutine
- Rue Marie-Rose
- Villa Méridienne
- Square Gaston-Baty

## Bilder
| - Gatuskylt. - Saint-Dominique. - Square du Chanoine-Viollet. - Jardin Henri-et-Achille-Duchêne. |

## Kommunikationer
- Tunnelbana – linje  – Alésia
- Busshållplats La Tombe Issoire – Paris bussnät

### Webbkällor
- ”Rue de la Tombe-Issoire”. Mairie de Paris. https://web.archive.org/web/20160303171321/http://www.v2asp.paris.fr/commun/v2asp/v2/nomenclature_voies/Voieactu/9326.nom.htm. Läst 27 december 2023.
- ”Rue de la Tombe-Issoire (14ème arrondissement)”. Les rues de Paris. https://web.archive.org/web/20160409071727/http://www.parisrues.com/rues14/paris-14-rue-de-la-tombe-issoire.html. Läst 27 december 2023.